# 气旋阿达
强烈热带气旋阿达（英語：Severe Tropical Cyclone Ada）规模较小但强度颇高，于1970年1月重创澳大利亚昆士兰州威桑迪区，对圣灵群岛历史发展有重大影响，澳大利亚本土小镇普拉瑟潘的破坏严重程度创下新纪录。系统源于1月初珊瑚海最东部海域上空形成的扰动天气，最初两周移动缓慢，强度很低且结构杂乱无章，前进路线形成顺时针环路，然后在加速向西南方向行进期间于1月15日获名“阿达”。气旋存在早期的观测记录很少，基本局限于气象卫星图像，直至1月16日经过自动气象站后情况才有改观。风暴极其紧凑，烈风强度风场半径仅55公里。协调世界时1月17日下午14点，已增强成三级强烈热带气旋的阿达袭击圣灵群岛。下午18点30分，气旋风眼经过舒特港海岸，但只朝内陆行进很短距离就在麦凯西北方向基本停止移动，最终于1月19日逐渐消散。
圣灵群岛多个度假小岛在风暴肆虐后变得满目疮痍，部分岛屿几乎所有设施和客房全部被毁。群岛以白日梦岛的度假景点规模最大，但却被这场风暴夷为平地，南莫尔岛、海曼岛及长岛均有类似灾情。停在这些岛上的绝大多数船只毁于一旦，成百上千前来度假的游客被困，需要紧急救援。从灾情严重程度估算，阿达产生的阵风时速高达220公里。风暴上岸后，登陆点附近包括坎农韦尔、埃尔利海滩、舒特港在内多个社区的绝大多数民房受损或被毁。最高降雨量达1250毫米，导致鲍恩至麦凯间的沿海水道大面积洪水泛滥。洪水冲垮公路，部分地区连续数日与世隔绝。一艘拖网渔船在海上遇到气旋，船上七人失踪，推定均已遇难。风暴共造成14人丧生（其中海上11人），经济损失1200万澳大利亚元。阿达令人们意识到现有预警广播系统的不足，进而推动社会增强气旋灾害意识，减少未来风暴灾难中的死亡人数。2020年1月，埃尔利海滩于灾难50周年之际在海边立起纪念碑，纪念遇难人士。

## 气象历史
1月5日，气象卫星图像显示珊瑚海东部上空存在结构混乱的扰动天气区，系统存在早期远离陆地和船只，只能由气象站在外围监测。近期分析结果认为这片热带扰动最早于1月3日在瓦努阿图以西不远处形成。1月5日至15日间，系统的观测记录寥寥无几，但为数不多的卫星图像表明扰动天气强度很弱且移动缓慢，前进路线在所罗门群岛附近形成顺时针环路，然后回转向西南方向移动。1月15日，澳大利亚气象局位于布里斯班的热带气旋警报中心用“阿达”（Ada）为风暴命名，并向航运界发出首份警告。次日，气旋强度按现代澳大利亚气旋分级达到热带气旋强度，中心位于19°00′S 153°18′E / 19.0°S 153.3°E附近。阿达继续向西南偏西逼近昆士兰州，于协调世界时1月16日14点从鲍恩以东约480公里、位于马里恩环礁的自动气象站上空经过，该站测得每小时93公里的持续风速。
直接证实风暴在不断增强后，澳大利亚气象局于当晚19点发出首份公共气旋警告。1月17日早上六点左右，气旋中心进入麦凯气象雷达探测范围，此后数小时的雷达观测数据表明阿达的移动方向稳定程度和速度都不及预期，偶尔会朝东面行进。风暴结构异常紧凑，烈风强度风场半径仅55公里，相比之下，“小规模”热带气旋的烈风强度风场半径都有100公里。雷达测量结果表明，1月11日上午11点至下午17点，气旋风眼宽度从28公里收缩至仅18公里。正因为规模极小，阿达的来袭才远比一般情况突然，直到登陆前数小时产生的降水和气压波动都很少。1月17日中午12点，风暴达到最高强度，十分钟持续风速每小时150公里，属三级强烈热带气旋。
气旋核心从下午14点左右开始穿越圣灵群岛。风眼从舒特港东北方向仅30公里的海曼岛上空掠过，岛上气压降至976毫巴（百帕，28.82英寸汞柱），风速虽无测量数据，但估计超过每小时160公里，正在圣灵群岛航道的船只估算值也很接近。下午17:30，阿达行进至距登特岛（Dent Island）最近位置，岛上测得965毫巴（百帕，28.5英寸汞柱）气压。下午18:30，风暴以最高强度登陆舒特港，距环流中心仅五公里的埃尔利海滩气压降至962毫巴（百帕，28.41英寸汞柱），估计阿达的中心最低气压还要略低。系统登岸后移动速度放缓并蜿蜒南下，于1月18日到达麦凯西北方向约60公里位置后基本停止移动，同时结构开始消退，雷达图像上出现多个环流中心。1月19日早上六点过后不久，澳大利亚气象局发布针对阿达的最后一份公告，风暴很快便完全消散。

## 防灾措施

白日梦岛遭受的破坏（鸟瞰图）

阿达进入北昆士兰州范围后，澳大利亚气象局每三小时发布一次气旋警告，并在有必要时更频繁地发出公告。气象机构针对包括先锋河与康纳斯河（Connors River）在内多条易受影响的河流沿线地区发布洪灾警告。风暴过后，澳大利亚气象局的灾难评估表明地方广播和公告往往延迟数小时之久，甚至有时根本就没有公布信息，公众的防灾救灾意识普遍不足。为了平息恐慌，某广播电台在澳大利亚气象局的警告信息后擅自加入未经核实的内容，称气旋尺寸很小，不必惊慌。风暴在规模等多个方面与大部分热带气旋不同，袭击某些地区的时间又晚于预期，这些因素共同导致许多居民对气象机构的预测嗤之以鼻，此外，正在当地观光的游客也不熟悉热带气旋的危险程度。灾难过去后，公众面对这场风暴来袭时的反应成为研究课题，为之后升级警报体系、开展更多气旋教育活动提供依据，这又给未来再有风暴来袭时（如1971年12月的气旋艾尔西亚）减少人员伤亡和财产损失打下基础。

## 影响
从麦凯出发计划前往汤斯维尔，全长16.7米的“华卡塔尼号”（Whakatane）混凝土拖网渔船和七名船员在海上失踪，搜救工作于1月26日中止，据信在长岛（Long Island）附近找到的残骸就是“华卡塔尼号”，推定七人均已死亡。澳大利亚气象局认为，阿达来袭期间的海上事故大多缘于警报延误或是响应不及时。部分船主风暴期间一直留在船上，还有些人试图趁风眼经过时短暂的平静期把船转移。据报道，海曼岛有五名男子为固定船只冒险冲入气旋后失踪。估计阿达造成的经济损失总额达到1200万澳大利亚元，还导致14人丧生，其中海上11人。

### 圣灵群岛
圣灵群岛以海曼岛、南莫尔岛（South Molle Island）和胡克岛（Hook Island）受灾最为严重。虽然风暴沿途的最高风速缺乏测量数值，但从破坏程度估计阵风时速可能超过220公里。大量树木倒塌或是树皮、树叶被席卷一空，许多房屋的屋顶只剩下支架。群岛各处的度假村和船只毁于一旦，成百上千前来度假的人们只能等待紧急救援。
南莫尔岛绝大部分住宿木屋被毁，致使一名女子死亡，室友重伤，该岛遭受的经济损失总额约为50万澳大利亚元。狂风将海曼岛大部分木屋及其他建筑的屋顶吹飞，估计经济损失达100万澳大利亚元。长岛受到风暴最强的左前象限袭击，岛上的棕榈湾度假村变得满目疮痍，仅有数间棚屋留存。不过，位于该岛西部的另一个度假村几乎毫发无损。白日梦岛此时拥有圣灵群岛最大的度假胜地，但也在气旋中毁于一旦，重建成本达40万澳大利亚元。全岛只有一个娱乐室依然完好，约有150名游客在内躲避。胡克岛几乎所有建筑全部消失，岛上有四人一直滞留到风暴过去一周后。坎伯兰群岛（Cumberland Islands）的布兰普敦岛（Brampton Island）上一个90米长的石质码头在巨浪中四分五裂。

### 澳大利亚本土
鲍恩至麦凯间大部分沿海农村地区暴雨倾盆，最强风力基本集中在坎农维尔至舒特岛间地区，并向内陆延伸至普拉瑟潘。面对持续九小时的大风破坏，普拉瑟潘约四成房屋失去屋顶或受到其他损伤，当地的破坏程度创下新纪录。许多树木连根拔起，农田夷为平地，民居的户外厕所四分五裂。埃尔利海滩85%的民房和舒特港一家汽车旅馆及数套房屋被毁，坎农维尔全部两百套房屋几乎无一幸免。据昆士兰州矿业和主要道路部长罗恩·坎姆（Ron Camm）透露，有750人因气旋被迫离开家园。坎农维尔将一所学校改建成应急避难所，风暴期间约有两百灾民前来躲避。
气旋逐渐减弱后虽然风势趋于平稳，但却产生大量降水，降雨总量高达1250毫米，导致沿海大范围河流泛滥成灾，局部地区仅24小时就降下860毫米雨量。先锋河位于麦凯境内河段和顿河位于鲍恩境内河段爆发重大洪灾，其中顿河水位超过河上桥梁三米之多，先锋河水位不但远超洪水警戒水位，还一度以每小时一米的速度急剧上涨，麦凯某购物中心的洪水有一米深。部分航道水位达到历史最高水平，普拉瑟潘以北一条小河泛滥成灾，将两岸11公里宽的陆地淹没。许多农场被洪水淹没，导致牲畜死亡或丢失，还有机械和庄稼被毁。洪流冲垮桥梁和道路并切断通讯，包括普拉瑟潘和埃尔利海滩在内的部分社区与世隔绝数日之久。面对泛滥的洪水，布鲁斯高速公路有成百上千驾车人士被困。水灾地区共有两人遇难，其中包括普拉瑟潘附近一名溺毙的军人。阿达的上层残留在波恩至汤斯维尔产生中等程度降水，这些降水利大于弊，帮忙缓解当地持续已久的旱情。

## 善后
风暴过后，不法人士蜂拥至普拉瑟潘被毁的船只和民居中劫掠。当地九名警员无法控制罪行爆发，但很快就有防抢警队抵达支援。澳大利亚陆军和空军派出军人及军机前往圣灵群岛，将各满目疮痍度假小岛上的约五百人转移，同时澳洲皇家海军派船接走需要紧急救治的伤员。为防疾病爆发，水灾地区居民需接种伤寒疫苗。部分市民自愿赶赴灾区协助被困的度假游客；2014年1月，澳大利亚众议员乔治·克里斯滕森和昆士兰州州长坎贝尔·纽曼向当地某船主颁发荣誉证书，感谢他当年将被困白日梦岛的180人转移。
昆士兰州政府的资源因之前持续的旱情变得紧张，因此对于阿达造成的州政府资产损失（通常由该州独力承担），澳大利亚政府同意分担一半修复成本。1970年8月，昆士兰州及澳大利亚联邦政府已拨款70.8万澳大利亚元，用于修复鲍恩因洪灾所受破坏。面对气旋造成的严重影响，名称“阿达”随之退役，以后永远都不会再在澳大利亚海域热带气旋命名时采用。
约有400名工人在各岛屿抢修度假设施，力求在旅游旺季前完工，截至五月中旬，已有约100套度假房屋完成重建，20艘船只恢复运作。海曼岛与白日梦岛分别在1970年6月和8月重新向游客开放。为了恢复风暴来袭前的荣光，南莫尔岛在20世纪70年代几经易主，另外多个度假岛屿也因岛主无力承担重建开支被迫转手。圣灵群岛遭受的破坏导致澳大利亚旅游业收入急剧下降，数十年后，依然有评论认为阿达对圣灵群岛历史发展有重大影响。2016年，圣灵群岛国会选区众议员杰森·科斯蒂根（Jason Costigan）提议为这场风暴的遇难者竖立纪念碑，当地社区成员于2017年初组建委员会探讨可行方案。2019年4月，圣灵地区议会全体一致通过拨款1.5万澳大利亚元在埃尔利海滩竖立纪念碑，计划在灾难50周年纪念时建成。2020年1月18日，一座高1.7米并刻有14名遇难者姓名的石质纪念碑在仪式上揭幕，现场有200人出席。